# Philemon Baaru
Philemon Gitia Baaru (20 maggio 1981) è un ex maratoneta keniota.

## Competizioni internazionali
2006
- Argento a La Provence ( Marsiglia) - 28'18"
- 7º alla Course de l'Escalade ( Ginevra), 7,25 km - 20'49"

2007
- 12º alla Mezza maratona di Rotterdam ( Rotterdam) - 1h01'51"
- 11º alla City-Pier-City Loop ( L'Aia) - 1h02'00"
- Bronzo alla Mezza maratona di Nyeri ( Nyeri) - 1h02'36"
- Oro alla Mezza maratona di Hastings ( Hastings) - 1h03'22"

2008
- Argento alla Maratona di Nairobi ( Nairobi) - 2h11'01"

2009
- 17º alla Maratona di Parigi ( Parigi) - 2h11'05"
- 8º alla Maratona di Cannes ( Cannes) - 2h14'59"

2010
- Argento alla Maratona di Nairobi ( Nairobi) - 2h11'11"

2011
- Oro alla Maratona di Porto ( Porto) - 2h09'51"

2012
- Argento alla Maratona internazionale della pace ( Košice) - 2h07'49"
- Oro alla Maratona di Lewa ( Lewa) - 2h19'51"

2013
- 6º alla Maratona internazionale della pace ( Košice) - 2h11'25"
- 6º alla Maratona di Santa Monica ( Santa Monica) - 2h14'40"
- Oro alla Maratona di Lewa ( Lewa) - 2h20'50"

2014
- Bronzo alla Maratona di Mumbai ( Mumbai) - 2h09'58"
- Oro alla Maratona di Casablanca ( Casablanca) - 2h10'19"
- 4º alla Maratona di Ginevra ( Ginevra) - 2h12'33"
- Oro alla Maratona di Lewa ( Lewa) - 2h18'09"

2015
- Bronzo alla Milano Marathon ( Milano) - 2h09'08"
- Argento alla Maratona di Casablanca ( Casablanca) - 2h10'41"
- 10º alla Maratona di Singapore ( Singapore) - 2h23'35"

2016
- 4º alla Maratona di Linz ( Linz) - 2h19'26"
- Oro alla Maratona di Lewa ( Lewa) - 2h22'42"

2017
- 6º alla Maratona di Varsavia ( Varsavia) - 2h15'51"
- 14º alla Maratona di Nairobi ( Nairobi) - 2h16'26"
- Oro alla Maratona di Lewa ( Lewa) - 2h22'18"